# Тигыт

Тигыт, тиыт (кор. 디귿) — третья буква корейского алфавита, в начале слова и конце слова, а также после всех согласных, кроме миым (ㅁ), ниын (ㄴ), иын (ㅇ) и риыль (ㄹ) и перед согласными киёк, тигыт, тхиыт, пхиып, кхиык и твёрдым хиыт обозначает глухой альвеолярный взрывной согласный (т), между гласными и после согласных миым (ㅁ), ниын (ㄴ), иын (ㅇ) и риыль (ㄹ) обозначает звонкий альвеолярный взрывной согласный (д). Графически тигыт является омоглифом 23-го иероглифического ключа (яп. какусигамаэ) и буквы «фо» алфавита чжуинь.

## Мунпоп (грамматика)
- Тэ — счётное слово для автомобилей и самолётов.
- Ту — счётное слово для животных.
- Торо —— послелог, переводится дательным и родительным падежом с предлогом «у».
- Тобуро — послелог совместного падежа.